# Solidea (cantante)
Solidea Treu, nota come Solidea (Magnano in Riviera, 23 marzo 1944 – Milano, 14 aprile 1987), è stata una cantante italiana.

## Biografia
Si trasferisce a Milano, dove inizia ad esibirsi nei locali della città; debutta nel 1965 con due canzoni, L'impronta di te (scritta da Daniele Pace) e Ho giurato per te (scritta da Luciano Zotti per la musica e da Maria Danese per il testo).
L'anno successivo ottiene un contratto discografico con la Jolly e la prima incisione per la nuova etichetta è la canzone Ciao amici, incisa con il gruppo The New Dandies, che viene anche allegata al settimanale Ciao amici in un'edizione speciale (con sul retro Ho giurato per te).
Nel secondo 45 giri incide la canzone Ma con chi, scritta per lei da Adriano Celentano per la musica e da Miki Del Prete e Luciano Beretta per il testo.
Passa poi alla casa discografica Magic, fondata da Mara Del Rio.
Continua l'attività fino alla fine del decennio, spostandosi progressivamente dal beat (di cui in Italia è una delle icone) alla musica leggera, fino al ritiro dall'attività. 
Si è dedicata alla beneficenza entrando a fare parte della San Vincenzo fino al sopraggiungere della malattia. Ha inoltre coltivato un altro suo dono la pittura.
Dopo una lunga malattia, sopportata con grande forza, tipica del suo carattere combattivo, è mancata il 14 aprile 1987, lasciando un vuoto incolmabile .
La messa funebre è stata celebrata a Milano presso la Parrocchia di Santa Croce.
Come da suo espresso desiderio è stata sepolta nel cimitero del suo paese natio, tra le montagne del suo amato Friuli.

## Discografia parziale

### Singoli
- 16 settembre 1965: L'impronta di te/Ho giurato per te (MC Discograf, MC-3-100)
- 1966: Ciao amici/Sono una di voi (Jolly, J 20369; con The New Dandies)
- 1966: Ma con chi/Io non protesto (Jolly, J 20382)
- 1966: Fate un fischio/L'uomo che voglio (Magic, MC 003)
- 1966: Ciao amici/Ho giurato per te (allegato alla rivista Ciao amici; lato A con The New Dandies)
- 1967: Tre volte sì/Sino a ieri (Equipe, EQ 0114)
- 1968: Meravigliosamente/Ballata di periferia (Philips, 363 733 PF)
- 1970: Sicuramente/Un volo di falena (Carosello, Cl 20257)

### Album
- 1966: Carosello di canzoni (Jolly, LPJ 50732;  LPJ 50732; con Françoise Hardy, Nicola Di Bari, Peppino Gagliardi, Enzo Jannacci e gli Scooters; Solidea canta Sono una di voi)

## Filmografia
- Solidea canta Ciao amici nell'episodio Totò Ye Ye della serie televisiva TuttoTotò (girato nel 1967 ma trasmesso solo nel 1986 a causa di problematiche dovute alla morte di Totò avvenuta nel corso delle riprese).